# Buckiella undulata
Buckiella undulata là một loài Rêu trong họ Hypnaceae. Loài này được (Hedw.) Ireland mô tả khoa học đầu tiên năm 2001.